# Pero ochriplaga
Pero ochriplaga är en fjärilsart som beskrevs av W. Warren 1901. Pero ochriplaga ingår i släktet Pero och familjen mätare. Inga underarter finns listade i Catalogue of Life.